# Agonum chalconotum
Agonum chalconotum är en skalbaggsart som beskrevs av Ménétriés 1832. Agonum chalconotum ingår i släktet Agonum, och familjen jordlöpare. Arten har ej påträffats i Sverige.